# Florian Sobieniowski

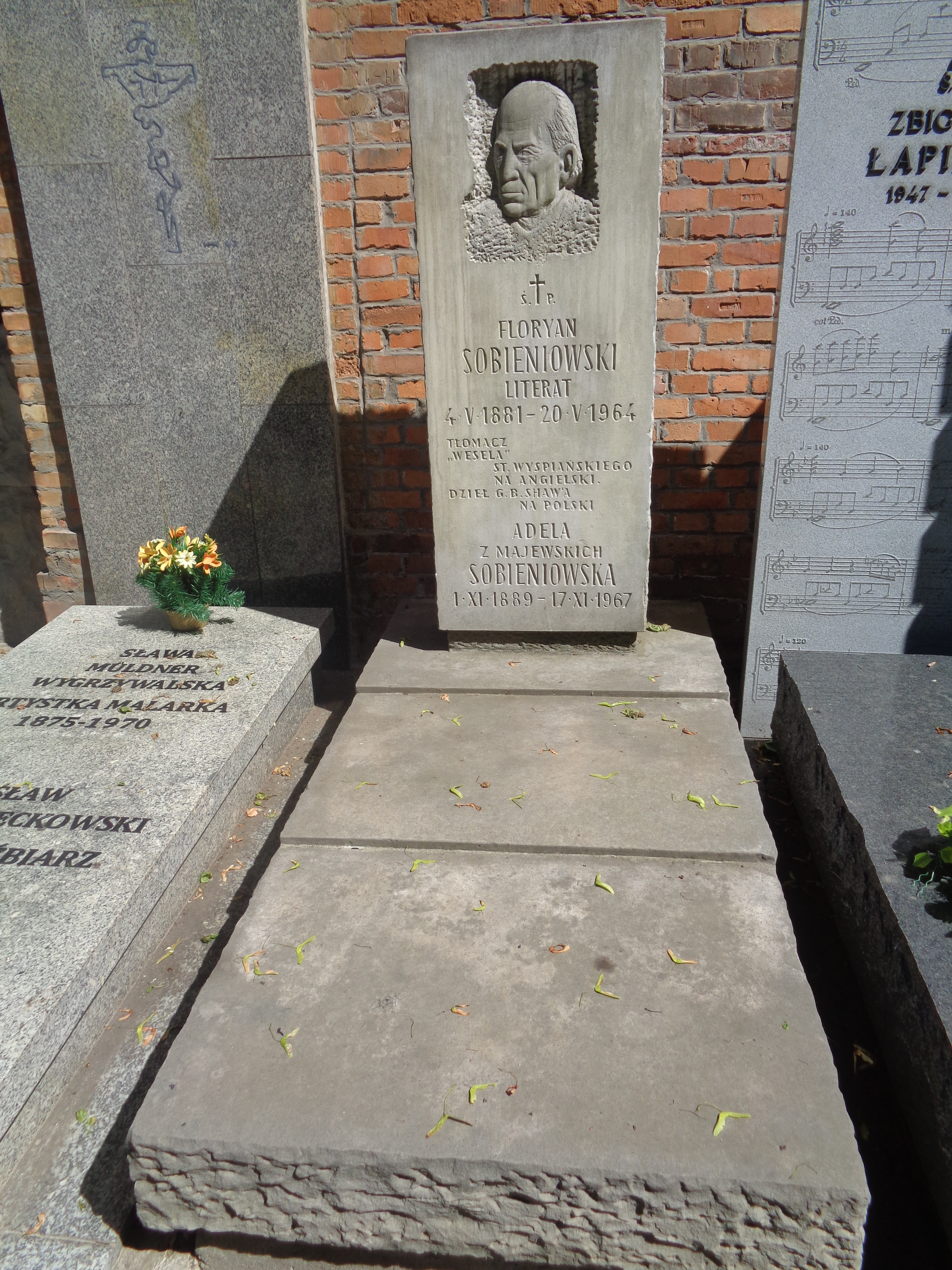
Grób Floriana Sobieniowskiego na Cmentarzu Powązkowskim w Warszawie

Florian Sobieniowski (ur. 4 maja 1881 w Tereszkach, zm. 20 maja 1964 w Warszawie) – tłumacz języka angielskiego i krytyk literacki. 

## Życiorys
Urodził się w Tereszkach na Podolu, w rodzinie Floriana i Klary z Miklaszewskich. Studiował na wydziale filozoficznym Uniwersytetu Jagiellońskiego (1900–1904) oraz literaturę w Monachium (1909) i Paryżu (1910). W 1911 pracował jako recenzent teatralny w redakcji krakowskiego tygodnika „Goniec Poniedziałkowy”. Od 1912 przebywał w Londynie, gdzie spotykał się z pisarzami angielskimi, zwłaszcza z George Bernardem Shawem. Przełożył na język polski m.in. 40 sztuk teatralnych Shawa oraz Jutro Josepha Conrada. Tam też pracował jako korespondent warszawskiej „Nowej Gazety” i poznańskiego „Przeglądu Wielkopolskiego”. 
Tłumaczył też na język angielski sztuki Jarosława Iwaszkiewicza, Adolfa Nowaczyńskiego, Włodzimierza Perzyńskiego, Tadeusza Rittnera, Stefana Żeromskiego oraz Wesele Stanisława Wyspiańskiego. Był członkiem honorowym Związku Artystów Scen Polskich ZASP.
Od 1934 był mężem Adeli z Majewskich (1889–1967).
W czasie powstania warszawskiego spłonęły wszystkie rękopisy tłumaczeń.
Po wojnie, w latach 1945–1946 był wykładowcą w Studiu Aktorskim przy Starym Teatrze w Krakowie.
Zmarł 20 maja 1964 w Warszawie. Pochowany na cmentarzu Powązkowskim (Aleja Zasłużonych-1-138).

## Ordery i odznaczenia
- Krzyż Komandorski Orderu Odrodzenia Polski (20 lipca 1954)[4]